# فرشید کریمی

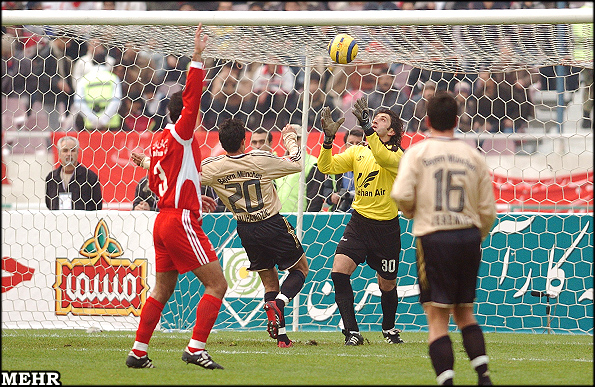
فرشید کریمی در بازی دوستانه مقابل بایرن مونیخ ۱۳ ژانویه ۲۰۰۶ ورزشگاه آزادی

فرشید کریمی (زادهٔ ۲۰ اردیبهشت ۱۳۵۵) دروازه‌بان بازنشسته ایرانی است. او برادر بزرگ‌تر علی کریمی است.

## دوران حرفه‌ای
فرشید کریمی در سال ۱۳۷۹ به پرسپولیس تهران پیوست.
پس از اخراج احمدرضا عابدزاده توسط علی پروین سرمربی سابق پرسپولیس، کریمی توانست با کنار زدن داوود فنایی دروازه‌بان اول تیم، جای خود را در ترکیب اصلی تثبیت کند.
در سال ۱۳۸۴، در پی نمایش بسیار خوب فرشید کریمی در تیم پرسپولیس، او به تیم ملی ایران دعوت شد.
اما علی‌رغم اینکه او هر هفته دروازه‌بان تیم پرسپولیس بود، نام او را به بهانهٔ مصدومیت از لیست بازیکنان حذف کردند.
پس از چندی، با ورود آری هان، به عنوان سرمربی به تیم پرسپولیس، محمد محمدی به وی ترجیح داده شد و فرشید کریمی دوباره نیمکت‌نشین شد.
این نیمکت‌نشینی باعث افت وی شد، تا جایی که در فصل ۸۷–۱۳۸۶ و درحالی‌که او دوّمین کاپیتان پرسپولیس بود، دروازه‌بان سوم تیم شد. در این فصل، پرسپولیس ۴ دروازه‌بان داشت. واعظی، رودباریان و حقیقی دیگر گلرهای تیم بودند.
در پایان همان فصل، کریمی دیگر نیمکت‌نشینی را تحمل نکرده و با اخذ رضایت‌نامه به تیم فوتبال پگاه گیلان پیوست